# Анновка (Зилаирский район)
Анновка (баш. Анновка) — деревня в Зилаирском районе Республики Башкортостан Российской Федерации. Входит в Зилаирский сельсовет.
Основана в 1748 году при Преображенском заводе.

## География

### Географическое положение
Расположена на левом берегу реки Кургашлы, в 12 км к югу от районного центра села Зилаир и в 310 км к юго-востоку от столицы республики города Уфы. Находится в слабозаселённой лесистой местности. На краю деревни на реке образован пруд.
Имеется подъездная дорога от Зилаира и тупиковая дорога на восток к деревне Васильевке и хутору Владимиро-Николаевскому.

## Население
| 2002 | 2009 | 2010 |
| ---- | ---- | ---- |
| 221  | ↘186 | ↘132 |

Согласно переписи 2002 года, преобладающие национальности — русские (63 %), башкиры (34 %).

## Известные уроженцы
- Маслов, Василий Иванович (1924—1944) — адъютант третьего танкового батальона 79-й танковой бригады (19-й танковый корпус, 6-я гвардейская армия, 1-й Прибалтийский фронт), лейтенант, Герой Советского Союза.